# جون هال (سياسي أسترالي)
جون هال (بالإنجليزية: John Hall)‏ هو صحفي وسياسي أسترالي، ولد في 18 فبراير 1884 في أستراليا، وتوفي في 30 يونيو 1949. انتخب عضو الجمعية التشريعية فيكتوريا عن دائرة Electoral district of Kara Kara ‏ (نوفمبر 1917 – 1 فبراير 1918).